# Fabrizio De André
Fabrizio De André (Genova, 1940. február 18. – Milánó, 1999. január 11.) olasz költő, énekes-dalszerző.

## Költői hitvallása
Műveiben nagy hangsúlyt kaptak a társadalom perifériájára szorult emberek; a bevándorlók, a lázadók és a prostituáltak.Sok dalszövege versértékű. Versei szerepelnek gimnáziumi tankönyvekben is, a kötelező tananyag részeként.
Ő maga erről így vélekedett: Szegények, kénytelenek memoriterként megtanulni egy egyszerű kézműves költeményt. – Benedetto Croce szerint húszéves korukig sokan írnak verset, később csak a költők és a kretének. – Ezek után én a dallal mint vegyes műfajjal takarózom, amelyben kiélhetem minden kreativitásomat.
a gyémántból nem nő ki semmi,
a trágya virágokat ont
(Fabrizio De André)
Ezeket a gondolatokat nevezhetnénk Fabrizio De André költői hitvallásának is. Ebben a pár sorban elmondja mindazt, amit kora társadalmáról gondol, és kifejti a Kisherceghez hasonló látásmódját; a szíveddel láss, ne (csak) a szemeddel!

## Tanulmányai
Faber, ahogyan gyerekkori barátja, Paolo Villaggio is hívta, Genova-Pegliben született, nagypolgári család sarjaként. Tanulmányait katolikus iskolában kezdte. Később állami iskolába járt, ahol oda nem illőnek találták viselkedésmódját, ezért eltanácsolták. Ezek után a jezsuitákhoz került, ahol az egyik pap – mindjárt az első évben – szexuálisan zaklatta, ezért édesapja, Giuseppe közbenjárására a papot az iskolából menesztették.
Egyetemi tanulmányait a Genovai Egyetemen kezdte. Eleinte – kíváncsiságból – a Bölcsész és az Orvostudományi Kar hallgatója volt, majd később apja és bátyja, Matteo nyomdokaiba lépve a Jogi Kar mellett döntött. Nem sokkal a diploma megszerzése előtt azonban otthagyta az egyetemet, és attól kezdve csak a zenének élt.

## Karrierje kezdete
Zenei pályája kezdetén sokat fordított már befutott zenészektől, mint Brassenstől, akit később kezei apjának nevezett. Ezeket a fordításokat később felhasználta lemezeihez is. Eleinte barátaival; Tencóval, Bindivel és Gino Paolival a La borsa di Arlecchino (Harlekin táskája) nevű bárban zenéltek.
Karrierje nem indult zökkenőmentesen. A kezdeti nehézségek mellett a siker is váratott magára. Családja; első felesége, Enrica Rignon, becenevén Punny és fiuk, it:Cristiano De André megélhetési gondjai miatt már majdnem a zenei pálya elhagyására kényszerült, amikor Minának írt számával; a La canzone di Marinellával (Marinella dala) váratlanul befutott.

## A siker évei
Fabrizio De André életében beérett a sok munka gyümölcse, ami meghozta számára a népszerűséget is. Később, hogy saját neve alatt adhassa ki szerzeményeit, a Római SIAE-nél dalszerzői vizsgát tett.
Közismertté 1966-ban a Tutto di Fabrizio De André albumával vált, ettől kezdve karrierje felfelé ívelt.
A nagy siker ellenére Fabrizio De André félénk és visszahúzódó maradt. A szereplés folyamatosan gondot okozott számára, fellépni csak félárnyékban volt hajlandó. Előadások előtt egy-egy pohár whiskyvel enyhítette szorongását. Egy kínos eset után – mikor is egy tévészereplés alkalmával elfelejtette a dalszöveget, – a biztonság kedvéért, fellépések előtt többször is próbált; először csak egymaga, majd a zenekarral együtt.

## Szardínia
1975-ben Szardínián telepedett le későbbi második feleségével. 1977-ben közös lányuk született. 1979-ben De Andrét és Dori Ghezzit elrabolta az Anonima sequestri szárd föld alatti szervezet. Fogvatartóik jól bántak velük, de csak négy hónap múlva, félmilliárd lírás váltságdíj fejében engedték szabadon őket. Miután az elkövetőket elfogták, De André együttérzéssel nyilatkozott róluk.

## Crêuza de mä
Fabrizio De André zenei pályafutásában a nagy vízválasztó a Crêuza de mä című dal volt. Ez a dal mindenekelőtt egy szerelmes dal Genovához, hőn szeretett szülővárosához, melyben egyszersmind megtalálható a mediterrán ízek, hangok, illatok és szagok sokasága is. E szerzeményét követően kijelentette, hogy legfőbb szándéka a genovai dialektust ápolni és népszerűsíteni. Úgy tervezte, hogy lehetőség szerint felhagy az olasz nyelven való énekléssel.

## A nagy fordulópont
Az Anime salve ’98-as turné a költő életében több szempontból is kiemelkedő fontosságú volt. Legfőbb célja az azonos című album népszerűsítése és annak üzenete; a szabadságvágy közlése, közzététele volt. Ezen a körúton már nagyon beteg volt. Egyszer annyira rosszul lett, hogy a turnét is meg kellett szakítani emiatt. Kórházba szállították, majd tüdőrákot diagnosztizáltak nála. 1999. január 11-én, hajnali 2 óra 30 perckor a milánói Onkológiai Intézetben hunyt el. Január 13-i temetésén zenész- és költőtársain kívül az utca népe is igen nagy számban vett részt, hogy kifejezzék tiszteletüket és leróhassák végső kegyeletüket kedvencük előtt.

## Emlékezete
Fabrizio De André emlékét számos módon őrzi a világ; 2000. március 12-én a genovai Carlo Felice Színházban emlékkoncertet szerveztek legkedveltebb dalaiból. Az előadáson sok neves (Adriano Celentano, Zucchero, Luciano Ligabue, a Jovanotti, Vasco Rossi, a Premiata Forneria Marconi stb.) és kevésbé ismert olasz előadó szerepelt, akik révén az esemény magas színvonalú zenei produkcióvá alakult. A koncertről készült hangfelvételt eredetileg az előadóknak szánták emlékül, de annak jó minősége és a nagy közönségigény miatt végül 2003-ban egy dupla albumon jelentették meg Faber, amico fragile címmel, utalva a művész becenevére és az egyik híres dalára is.
A Via del Campón található, Fabrizio De André nevét viselő kis üzlet mára múzeummá alakult, amelyben egész nap az ő szerzeményei hallhatók. A boltban – ezen kívül számos De André-relikvia is megtalálható, mint a Crêuza de mä megkomponálásához használt gitár, valamint számos eredeti cd-borító.
Ezen a kedves emlékhelyen kívül számos utca, tér, iskola, egy ösztöndíj, együttesek és szervezetek őrzik nevét, ápolják emlékét, mint ahogyan teszi azt az özvegye, Dori Ghezzi és Fernanada Pivano által alapított nonprofit alapítvány is.

## Albumok
- 1966 Tutto Fabrizio De André Karim KLP 13
- 1967 Volume I, Bluebell Records BBLP 39
- 1968 La canzone di Marinella, Roman Record Company RCP 703
- 1968 Tutti morimmo a stento, Bluebell Records BBLP 32
- 1968 Volume III, Bluebell Records BBLP 33
- 1969 Nuvole barocche, Roman Record Company RCP 704
- 1970 La buona novella, Produttori Associati PA/LP 34
- 1971 Non al denaro, non all'amore né al cielo, Produttori Associati PA/LP 40
- 1973 Storia di un impiegato, Produttori Associati PA/LP 49
- 1974 Canzoni, Produttori Associati PA/LP 52
- 1975 Volume VIII, Produttori Associati PA/LP 54
- 1976 Fabrizio de André, Ricordi CDMRL 6488
- 1978 Rimini, Ricordi SMRL 6221
- 1979 Fabrizio de André in concerto con la PFM Vol.1., Ricordi CDMRL 6489
- 1980 Fabrizio de André in concerto con la PFM Vol.2., Ricordi CDOR 8431
- 1981 Fabrizio De André (L'indiano), Ricordi SMRL 6281
- 1984 Crêuza de mä, Ricordi SMRL 6308
- 1990 Le nuvole, Ricordi CDMRL 6444
- 1991 Concerti 1991, Fonit Cetra CDM 2069
- 1991 Il viaggio, Philips 848 288-2 CD
- 1996 Anime salve, BMG TCDMRL 74321-392352
- 1997 M'innamoravo di tutto, BMG Ricordi/Nuvole 74321-533042
- 1999 De André in concerto, BMG Ricordi/Nuvole 74321 656992)
- 1999 Da Genova, BMG Ricordi 74321728992
- 2001 Ed avevamo gli occhi troppo belli, EDA 001
- 2006 In direzione ostinata e contraria - 3 cd set, Sony/Bmg Italy B000C6NONM